# William Shomali
William Hanna Shomali (ur. 15 maja 1950 w Bajt Sahur) – palestyński duchowny rzymskokatolicki, doktor liturgiki, rektor Wyższego Seminarium Duchownego Łacińskiego Patriarchatu Jerozolimskiego w Bejt Dżali w latach 2005–2010, kanclerz w Patriarchacie Łacińskim w latach 2009–2010, biskup pomocniczy łacińskiego patriarchatu Jerozolimy od 2010.

## Życiorys
Biskup Shomali urodził się w Bajt Sahur pod Betlejem 15 maja 1950. Mając jedenaście lat wstąpił do Niższego Seminarium Patriarchalnego w Bajt Dżala (Beit Jala) koło Betlejem. W 1972 ukończył studia filozoficzno-teologiczne i przyjął święcenia kapłańskie. Następnie pracował jako duszpasterz w Zarqa i w Shatana w Jordanii. Po ukończeniu studiów filologicznych na Yarmouk University w Irbidzie został nauczycielem i dyrektorem w Niższym Seminarium Duchownym w Bejt Dżali. W 1989 obronił doktorat z liturgiki na Papieskim Instytucie Liturgicznym św. Anzelma w Rzymie. Po powrocie do ojczyzny został wykładowcą i wicerektorem Wyższego Seminarium Duchownego Łacińskiego Patriarchatu Jerozolimskiego w Bejt Dżali. Od 1998 pełnił urząd głównego ekonoma patriarchatu, w 2005 został rektorem seminarium, zaś w 2009 kanclerzem kurii. 
Papież Benedykt XVI nominował ks. Shomalę 31 marca 2010 biskupem pomocniczym łacińskiego patriarchy Jerozolimy. Konsekracja biskupia miała miejsce 27 maja 2010 w kościele franciszkanów pw. św. Katarzyny Aleksandryjskiej w Betlejem. Głównym konsekratorem był abp Fouad Twal, pomocniczymi konsekratorami biskupi Salim Sayegh z Jordanii i Giacinto-Boulos Marcuzzo z Nazaretu.